# Lucky You
Lucky You es una película de 2007 por Curtis Hanson y protagonizada por Eric Bana, Drew Barrymore y Robert Duvall. La película fue filmada en Las Vegas. La adaptación al cine fue por Hanson y Eric Roth, pero la película fue en parte inspirada por la película de 1970 de George Stevens, The Only Game in Town.
La página imdb.com estimó el presupuesto de la película en $55 millones y su recaudación en Estados Unidos fue de $5.75 millones.

## Sinopsis
Un jugador de póquer trata de ganar un campeonato en Las Vegas, pero está peleando una batalla perdida con sus problemas personales.

## Elenco
- Eric Bana como El Perdedor del Poker.
- Drew Barrymore como Billie Offer.
- Robert Duvall como L.C. Cheever.
- Debra Messing como Suzanne.
- Robert Downey Jr. como Telephone Jack.
- Horatio Sanz como Ready Eddie.
- Jean Smart como Michelle Carson.
- Michael Shannon como Ray.
- Evan Jones como Jason Keyes.

## Jugadores de póquer
Muchos de los jugadores vistos son jugadores en la vida real. Ellos son:
| - Sam Farha - Chau Giang - Barry Greenstein - Jason Lester - Ted Forrest - Minh Ly - John Murphy - Erick Lindgren - Daniel Negreanu - Doyle Brunson - Johnny Chan - Hoyt Corkins | - Antonio Esfandiari - Chris Ferguson - Dan Harrington - Phil Hellmuth - Karina Jett - John Juanda - Mike Matusow - Erik Seidel - Mimi Tran - Marsha Waggoner - Robert Williamson III - Cyndy Violette |